# Omocrates variabilis
Omocrates variabilis är en skalbaggsart som beskrevs av Hermann Burmeister 1844. Omocrates variabilis ingår i släktet Omocrates och familjen Melolonthidae. Inga underarter finns listade i Catalogue of Life.